# Jean Starcky
Jean Charles Georges Starcky (* 3. Februar 1909 in Mulhouse; † 9. Oktober 1988 in Paris) war ein römisch-katholischer Geistlicher, Orientalist und Epigraphiker. Er gehörte zum Herausgeberteam der Schriftrollen vom Toten Meer.

## Leben und Lehre
Jean Starcky, Sohn von Gabriel und Berthe Starcky, stammte aus einer großen elsässischen Familie. Nach Schulbesuch in Mulhouse und Mainz und Grundstudium in Reims legte er 1926 und 1927 die Bakkalaureatsprüfungen in alten Sprachen und Philosophie ab. Er trat daraufhin in das Seminar der Oratorianer ein und besuchte das Institut Catholique de Paris, wo er das Lizentiat der Theologie erwarb. Starcky studierte anschließend altorientalische Sprachen, parallel am Institut Catholique und an der École Pratique des Hautes Études. Hier unterrichtete Édouard Dhorme Hebräisch; Charles Virolleaud sowie René Labat lehrten Keilschrift.
1935 empfing Jean Starcky die Priesterweihe. Er wurde dazu bestimmt, Seminaristen Bibelunterricht zu erteilen, und bereitete sich auf diese Aufgabe durch ein Aufbaustudium am Päpstlichen Bibelinstitut in Rom vor (1935/36). Mit einem Stipendium der Academie des Inscriptions et Belles Lettres kam er 1936/37 an die École biblique et archéologique française de Jérusalem. 1937/38 kehrte er nach Rom zurück, um sich auf die Lizentiatsprüfung in Bibelwissenschaften vorzubereiten, die er 1938 ablegte. Im gleichen Jahr veröffentlichte er eine Arbeit über das hebräische Verbalsystem. Von 1938 bis 1941 unterrichtete er Hebräisch und Altes Testament an der Université Saint-Joseph in Beirut. Er war zugleich Militärseelsorger für französische Soldaten, die in Palmyra stationiert waren, und unterrichtete an einer Schule in dieser Oase. Neben diesen Tätigkeiten erkundete er die Ruinen von Palmyra und transkribierte zahlreiche griechische und palmyrenische Inschriften. Starcky spezialisierte sich auf die Palmyrologie.
1940 schloss sich Jean Starcky den Forces françaises libres an und wurde am 29. August 1941 zum Feldkaplan ernannt. Zunächst war er für die Garnison in Beirut tätig, dann kam er mit seiner Einheit über Palästina nach Ägypten, Nordafrika, Italien und schließlich im Dezember 1944 nach Frankreich. Er erlitt kurz vor Kriegsende eine Gesichtsverletzung durch eine explodierende Granate. Die vier Jahre Militärdienst prägten Starcky. Für seine militärischen Leistungen wurde er mehrfach ausgezeichnet, unter anderem ernannte ihn die französische Regierung zum Ritter (1944) und Offizier (1964) der Ehrenlegion.
1945/46 unterrichtete Starcky am Priesterseminar von Meaux, anschließend gab er Kurse über das Neue Testament und die aramäische Sprache am Institut Catholique. Er wurde mit der Edition neuentdeckter palmyrenischer Inschriften beauftragt (Corpus Inscriptionum Semiticarum, Pars secunda). Starcky, der sich weiterhin mit der Levante (Beirut, Jerusalem) sehr verbunden fühlte, kehrte im Oktober 1952 dorthin zurück und gehörte 1952 zum internationalen Team, das die Fragmente aus Höhle 4Q bei Qumran zuordnen, transkribieren und veröffentlichen sollte. Außerdem bearbeitete er die nabatäischen Textfunde aus dem Wadi Seiyal. Starcky war an der Bibelübersetzung der katholischen Bibelbewegung (sogenannte Bibel des Kardinals Liénart) beteiligt. Neben zahlreichen Artikeln zu archäologischen, epigraphischen, numismatischen, exegetischen und religionswissenschaftlichen Themen veröffentlichte er zwei Monografien über die großen antiken Wüstenstädte Palmyra und Petra. Von 1951 bis zu seinem Ruhestand 1978 forschte er am Centre national de la recherche scientifique, ab 1967 als Forschungsdirektor; er war stellvertretender Direktor des Institut français d’archéologie du Proche-Orient in Beirut und Mitglied verschiedener wissenschaftlicher Organisationen. Wegen dieser vielfältigen Verpflichtungen übertrug er die Hälfte des von ihm übernommenen Materials aus Höhle 4Q an Maurice Baillet. Bei den palmyrenischen und nabatäischen Texten kooperierte er eng mit Józef T. Milik. 1973 beauftragte er Émile Puech, damals noch Student, ihn bei der Edition der Qumran-Manuskripte zu unterstützen, die er noch nicht an Kollegen weitergegeben hatte.

## Veröffentlichungen (Auswahl)
- Palmyre. Guide archéologique. Beirut 1941.
- Palmyre. Maisonneuve, Paris 1952.
- mit Harald Ingholt, Henri Seyrig: Recueil des tessères de palmyre. Geuthner, Paris 1955.
- Les quatre étapes du messianisme à Qumrân. In: Revue Biblique 70, 1963, S. 481–505.
- Psaumes apocryphes de la grotte 4 de Qumrân (4QPsf XII–X). In: Revue Biblique 73, 1966, S. 353–371.